# Asphondylia pilogerminis
Asphondylia pilogerminis är en tvåvingeart som beskrevs av Peter Kolesik 2010. Asphondylia pilogerminis ingår i släktet Asphondylia och familjen gallmyggor. Inga underarter finns listade i Catalogue of Life.